# تترازینی

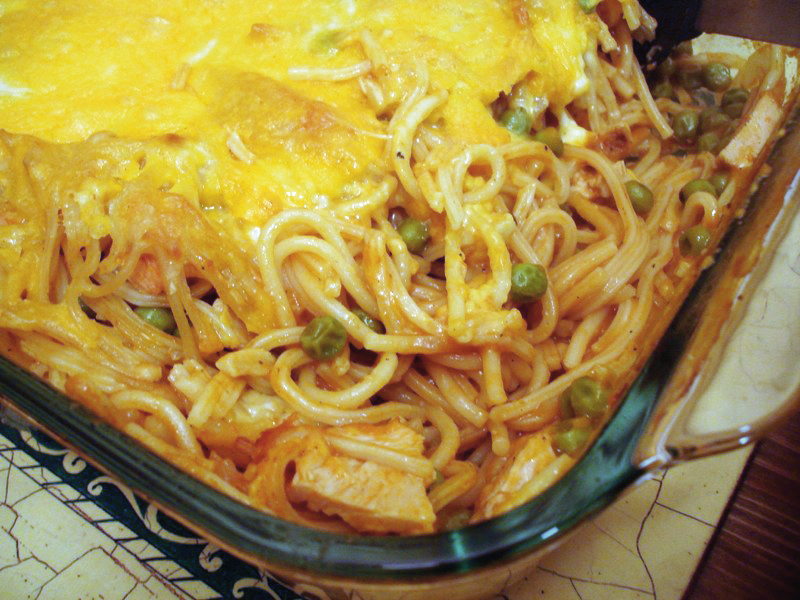
تترازینی ترکی

تترازینی یک غذای ایتالیایی-آمریکایی است که با ماکیان یا خوراکی‌های دریایی خرد شده و در کره، خامه یا شیر و سس پنیر طعم دار شده با شراب شری یا شراب سفید درست می‌شود. برخی از دستور العمل‌ها از سس بشامل، سس مورنی یا سوپ خامه تغلیظ شده استفاده می‌کنند. این غذا را با لینگوئینی، اسپاگتی، نودل تخم مرغ یا انواع دیگر پاستا ترکیب کرده یا بر روی آنها قرار داده و سرو می‌کنند، گاهی با آرد سوخاری یا پنیر روی آن را می‌پوشانند و با جعفری یا ریحان تزئین می‌کنند.

## تاریخچه
این غذا به افتخار ستاره اپرای ایتالیایی لوئیزا تترازینی نامگذاری شده است. منشأ تترازینی در حد وسیعی مورد بحث است. برخی روایت‌ها ابداع کننده غذای تترازینی را اوگوست اسکوفیه می‌دانند. منابع دیگر ادعا می‌کنند تترازینی در اوایل دهه ۱۹۰۰ توسط ارنست آربوگاست، سرآشپز هتل پالاس در سان فرانسیسکو، کالیفرنیا ابداع شد، که لوئیزا تترازینی در آنجا اولین نقش‌آفرینی آمریکایی خود را در تیوولی در نقش گیلدا در اپرای ریگولتو، در روز ۱۱ ژانویه ۱۹۰۵ انجام داد با این حال، منابع دیگر منشأ این غذا را به هتل نیکربوکر در شهر نیویورک نسبت می‌دهند.
در دهه‌های ۱۹۵۰ تا ۱۹۸۰، رستوران‌های مجلل شهر نیویورک، از جمله ماما لئونز و ساردی، تترازینی را در منوی خود داشتند. دستورالعمل تهیه غذای تترازینی ساردی در کتاب آشپزی وینسنت پرایس با عنوان گنجینه ای از دستور العمل‌های عالی ارائه شده است و در رمان سو کافمن خاطرات یک خانه‌دار دیوانه از آن ذکر به میان آمده است. دستورالعمل‌های تهیه تترازینی، هم از ابتدای امر و هم از لحاظ سهولت مواد اولیه، در دهه‌های ۱۹۵۰ و ۱۹۶۰ محبوب بودند و این غذا در قسمتی از سریال تلویزیونی درام «مد من» که بیشتر در دهه ۱۹۶۰ می‌گذرد، نمایش داده شد. کتاب آشپزی غیررسمی مَد من، مجموعه‌ای از دستورالعمل‌های قدیمی، شامل غذاهایی است که در این مجموعه تلویزیونی ذکر شده است. این شامل دستورالعمل‌های تهیه شده از رستوران‌ها و کتاب‌های آشپزی محبوب اواسط قرن، از جمله دستور پخت تترازینی است که در اصل در کتاب آشپزی میزبان بتی کراکر منتشر شده است.
در دهه ۱۹۶۰، رستوران‌های جنوبی و کتاب‌های آشپزی جونیور لیگ شروع به ارائه نسخه‌هایی از تترازینی کردند (که در بخش‌هایی از جنوب آمریکا به آن اسپاگتی مرغ گفته می‌شود). در دهه ۱۹۶۰، کافه تریا معروف پیکادیلی در بتن‌روژ تترازینی مرغ را در منوی غذای خود معرفی کرد و طی دهه‌های بعد همچنان یکی از محبوب‌ترین غذاهای مورد علاقه مشتریان بود. بازار فاستر (Foster's Market) در دورهام، کارولینای شمالی، در دهه ۱۹۸۰، اسپاگتی مرغ را در منوهای غذاخوری و پذیرایی داخلی خود قرار داد، وفق اینکه نسخه آنها بر اساس دستور پخت اسپاگتی مرغ است که در کتاب آشپزی بتن روژ جونیور لیگ، دستورالعمل‌های ریوِر رود وجود دارد.